# Келвин Киптум
Келвин Киптум е кенийски бегач на дълги разстояния, носител на световен рекорд в маратонската дистанция (2:00:35) и единственият човек, бягал маратон под 2 часа и 1 минута на сертифицирано трасе. Киптум е пробягал три от 6-те най-бързи маратони в историята на леката атлетика.
На маратона във Валенсия през 2022 година става третият човек, пробягал маратон под 2 часа и 2 минути. През 2023 година на маратона в Лондон постига време 2:01:25 на 16 секунди от световния рекорд.
На 8 октомври 2023 година чупи световния рекорд на маратона в Чикаго, като завършва с време 2:00:35. Рекордът е ратифициран от Международната асоциация на лекоатлетическите федерации.
Киптум умира в автомобилна катастрофа на 11 февруари 2024 в Кения. Треньорът му също загива.

## Успехи

### Лични рекорди
- 10,000 метра – 28:27.87 (Стокхолм 2021)

Шосе
- 10 километра – 28:17 (Утрехт 2019)
- Полумаратон – 58:42 (Валенсия 2020)
- Маратон – 2:01:25 (Лондон 2023), 3-то най-бързо време в историята
- Маратон – 2:00:35 (Чикаго 2023), световен рекорд

### Рекорди в маратонското бягане
| World Marathon Majors | World Marathon Majors | World Marathon Majors | World Marathon Majors | World Marathon Majors | World Marathon Majors                | World Marathon Majors |
| --------------------- | --------------------- | --------------------- | --------------------- | --------------------- | ------------------------------------ | --------------------- |
| 2023                  | Чикагски Маратон      | Чикаго, САЩ           | 1                     | 2:00:35               | PB, Световен рекорд                  |                       |
| 2023                  | Лондонски маратон     | Лондон, Англия        | 1                     | 2:01:25               | PB, 3-то най-бързо време в историята |                       |
| Други маратони        |                       |                       |                       |                       |                                      |                       |
| 2022                  | Маратон на Валенсия   | Валенсия, Испания     | 1                     | 2:01:53               | PB, 6-о най-бързо време в историята  |                       |